# فلیسیته روبر دو لامنه
فلیسیته روبر دو لامنه (به فرانسوی: Félicité Robert de Lamennais) نویسنده، فیلسوف و کشیش قرن هجدهم میلادی اهل فرانسه است.